# Milovan Raković
Milovan Raković (in serbo Милован Раковић?; Užice, 19 febbraio 1985) è un ex cestista serbo.

## Carriera
Muove i suoi primi passi nelle giovanili del Partizan per poi disputare la prima esperienza senior con il Polet Keramika nella Lega 1B del Campionato serbo (2003-04).
Nelle stagioni 2004-05 e 2005-06 veste la maglia del KK Atlas Belgrado nella serie maggiore, mentre la stagione successiva gioca con il KK Mega Ishrana sempre di Belgrado.
Rakovic viene scelto al draft del 2007 dai Dallas Mavericks e poi girato agli Orlando Magic con cui disputa la NBA Summer League.
A partire dalla stagione 2007-08 si trasferisce in Russia allo Spartak San Pietroburgo.
Nell'estate del 2010 viene ingaggiato dalla Mens Sana Basket.
Nel mercato estivo del 2011 viene ceduto in prestito allo Zalgiris Kaunas.Per poi essere ceduto al team Bilbao Berri.

## Palmarès

### Squadra
- Campionato italiano: 1

Mens Sana Siena: 2010-11
- Supercoppa italiana: 1

Mens Sana Siena: 2010
- Campionato lituano: 1

Žalgiris Kaunas: 2011-12
- Coppa Italia: 1

Mens Sana Siena: 2011
- Coppa di Lituania: 1

Žalgiris Kaunas: 2012
- Lega Baltica: 1

Žalgiris Kaunas: 2011-12

### Nazionale
- Campionati Europei Under 16: Medaglia d'Oro 2001
- Campionati Europei Under 20: Medaglia d'Argento 2005